# کریس یانگ (موسیقی‌دان)
کریس یانگ (انگلیسی: Chris Young؛ زادهٔ ۱۲ ژوئن ۱۹۸۵) یک موسیقی‌دان اهل ایالات متحده آمریکا است. وی از سال ۲۰۰۲ میلادی تاکنون مشغول فعالیت بوده‌است.